# Azy-le-Vif
Azy-le-Vif is een gemeente in het Franse departement Nièvre (regio Bourgogne-Franche-Comté) en telt 226 inwoners (2009). De plaats maakt deel uit van het arrondissement Nevers.

## Geografie
De oppervlakte van Azy-le-Vif bedraagt 45,4 km², de bevolkingsdichtheid is 4,8 inwoners per km².
De onderstaande kaart toont de ligging van Azy-le-Vif met de belangrijkste infrastructuur en aangrenzende gemeenten.

## Demografie
Onderstaande figuur toont het verloop van het inwonertal (bron: INSEE-tellingen).